# Alfred Deller
Alfred George Deller est un chanteur et musicologue britannique, né le 31 mai 1912 à Margate dans le Kent en Angleterre, décédé à Bologne en Italie le 16 juillet 1979. Il a remis à l’honneur la voix de contreténor.

## Biographie
Lorsqu’Alfred Deller s'aperçoit, au sortir de l'enfance, que, s'il perd sa voix de soprano, celle-ci garde un timbre étrangement aigu et une étonnante élasticité ; il se forge seul une technique de contreténor. Personne ne peut se charger de sa formation vocale, cette tessiture ayant disparu depuis deux siècles.
Le compositeur Michael Tippett le remarque dans les chœurs de la Cathédrale de Canterbury et lui fait faire ses débuts à Londres en 1943 dans une interprétation de Purcell où il confond public et musicologues grâce à son timbre magnifique, ses libertés prises avec le rythme et ses modulations raffinées, légères et naturelles qui contribueront grandement à repenser la musique ancienne avec intuition, instinct et spontanéité.
Alfred Deller intègre, de 1947 à 1961, les chœurs de la Cathédrale Saint-Paul de Londres, fonde le Deller Consort en 1948, et enregistre son premier disque avec Walter Bergmann en 1949. Interprète magistral et inégalé de la musique élisabéthaine et baroque, il s’intéresse aussi à la musique contemporaine. Ainsi Benjamin Britten écrit-il pour lui le rôle d’Oberon dans Le Songe d'une nuit d’été, qu’il crée en 1960.
Le luthiste Desmond Dupré et le claveciniste Harold Lester participent à ses enregistrements.
Il a contribué, en priorité, à la vocation et à la formation de nombreux contreténors, dont son fils Mark Deller. Parmi ses disciples, il faudrait encore citer, sans exhaustivité, James Bowman, René Jacobs, Henri Ledroit ou Gérard Lesne, ces grandes voix, chacune singulière, qui lui doivent tant.
Nikolaus Harnoncourt se rappelle avec admiration « l’assurance imperturbable du chanteur le plus significatif de cette musique ancienne en train d’éclore ». Gustav Leonhardt décrit avec une grande précision l'art et la manière de ce « musicien, c'est-à-dire un cran au-dessus [d’un chanteur], et qui plus est, d'un chanteur-musicien exceptionnel », débordant de vitalité et d'humour. Quant à lui, René Jacobs évoque le « chanteur-poète »... Tous s’accordent à mettre en évidence l’art intuitif de ses intonations fines, l’expressivité des sons filés, dont il refusait de privilégier la beauté pour demeurer en accord avec le texte.
Alfred Deller s’abstenait des vocalises quotidiennes, détestait les répétitions et préférait la spontanéité du concert.
Marié à Kathleen Margaret « Peggy » Lowe en 1937, il eut deux fils et une fille. Né en 1938, le premier fils, Mark Deller, devient chanteur et membre du Deller Consort, et par la suite chef d'orchestre et chanteur d'opéra. Né en 1944, le second fils, Simon Deller, a enseigné à l'école chorale de la cathédrale de Guilford,.
En 1970, il est promu commandeur dans l’Ordre de l'Empire britannique.

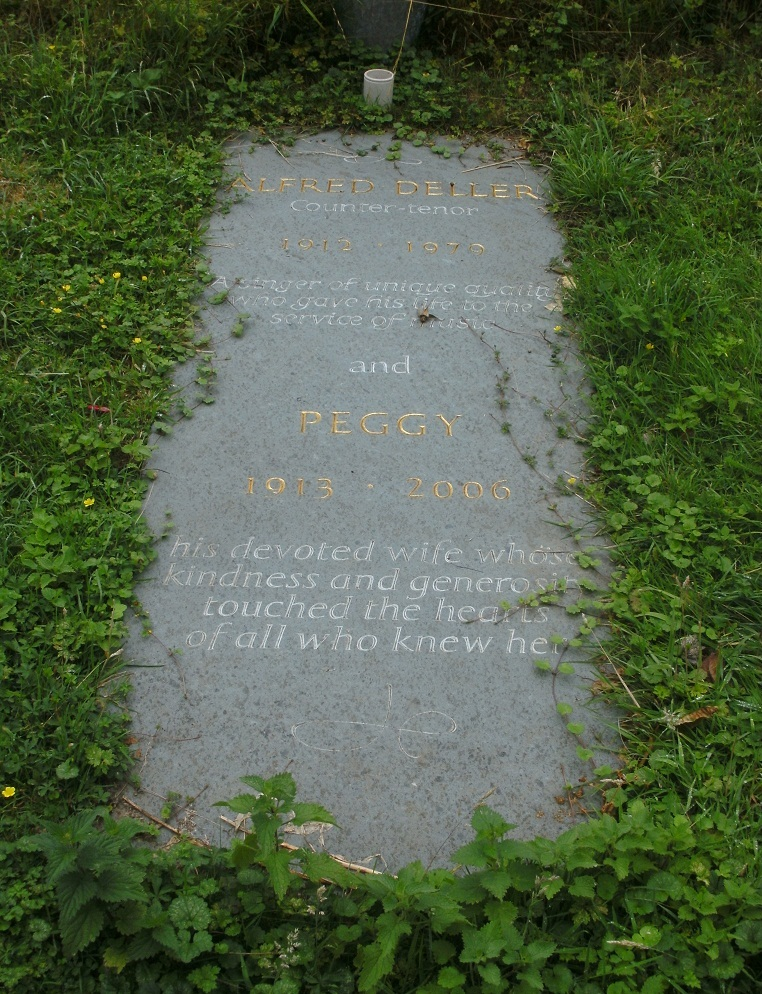
Pierre tombale d'Alfred Deller à la All Saints’ Church, à Boughton Aluph.

Alfred Deller meurt en 1979 des suites d'une crise cardiaque dans un hôpital de Bologne.

## Monographies
- Michael et Mollie Hardwick, Alfred Deller, A singularity of a voice, Proteus, Londres, 1980
- Jean-Luc Tingaud, Alfred Deller, Le contreténor, Josette Lyon, Paris, 1996

## Discographie sélective
- A Midsummer Night's Dream, de Benjamin Britten
- Messe à trois voix. Motets, de William Byrd
- Leçons de Ténèbres, de François Couperin
- Lachrimae & Lute Songs, de John Dowland
- Ayres & Songs, de John Dowland
- Madrigals & Sacred Music, de Carlo Gesualdo
- Dettingen Te Deum & Coronation Anthems, de Georg Friedrich Haendel
- Ode for St. Cecilia's Day, de Georg Friedrich Haendel
- Ode pour l'anniversaire de la Reine Anne & 3 Anthems du couronnement, de Georg Friedrich Haendel
- Sosarme, re di Media, de Georg Friedrich Haendel
- King Arthur, de Henry Purcell
- O Solitude & other songs, de Henry Purcell
- The Fairy Queen, de Henry Purcell
- Te Deum & Jubilate, de Henry Purcell
- Théâtre music : Olinda, Oedipus, Strike the viol..., de Henry Purcell
- Fantasias for the Viols & Songs, de Henry Purcell
- Ode for St Cecilia's Day, de Henry Purcell
- English Folksongs, d’auteurs divers
- Music in England Court, d'auteurs divers
- Music for English Cathedrals, d'auteurs divers
- Canto Gregoriano, chants grégoriens du XIe siècle